# Čuvarkuća
Čuvarkuća (lat. Sempervivum) sadrži preko 40 vrsta (47) sukulenata iz porodice tustikovki koji imaju oblik rozete, porijeklom iz Europe, istočne Azije i sjeverne Afrike.
Ove vrste najbolje podnose hladnoću među svim sukulentima. Ime sempervivum dolazi od latinske riječi koja znači- zauvijek živ. 
Sempervivums ima cvjetove karakterističnog oblika zvijezde, koji mogu biti žute, ružičaste, crvene, bijele ili zelene boje. Ove rozete uvenu nakon što daju sjeme. Rastu nekoliko godina prije nego procvatu.
Kugloliki netres koji je nekada bio uključivan u rod Jovibarba kao Jovibarba globifera, sinonim je za Sempervivum globiferum L..

## Vrste
1. Sempervivum altum Turrill
2. Sempervivum annae Gurgen.
3. Sempervivum arachnoideum L.
4. Sempervivum armenum Boiss. & A. Huet
5. Sempervivum artvinense Muirhead
6. Sempervivum atlanticum (Ball ex Hook.fil.) Baker
7. Sempervivum atropatanum J.Parn.
8. Sempervivum borissovae Wale
9. Sempervivum brevipilum Muirhead
10. Sempervivum calcareum Jord.
11. Sempervivum caucasicum Rupr. ex Boiss.
12. Sempervivum cernochii Niederle
13. Sempervivum charadzeae Gurgen.
14. Sempervivum ciliosum Craib
15. Sempervivum davisii Muirhead
16. Sempervivum dolomiticum Facchini, dolomitska čuvarkuća
17. Sempervivum dzhavachischvilii Gurgen.
18. Sempervivum ekimii Karaer
19. Sempervivum ermanicum Gurgen.
20. Sempervivum gillianiae Muirhead
21. Sempervivum glabrifolium Boriss.
22. Sempervivum globiferum L., Kugloliki netres
23. Sempervivum grandiflorum Haw.
24. Sempervivum herfriedianum Neeff
25. Sempervivum heuffelii Schott
26. Sempervivum ingwersenii Wale
27. Sempervivum iranicum Bornm. & Gauba
28. Sempervivum ispartae Muirhead
29. Sempervivum kosaninii Praeger
30. Sempervivum leucanthum Pančić
31. Sempervivum marmoreum Griseb., crvena čuvarkuća
32. Sempervivum minus Turrill ex Wale
33. Sempervivum minutum (Kunze ex Willk.) Nyman ex Pau
34. Sempervivum montanumL., brdska čuvarkuća
35. Sempervivum ossetiense Wale
36. Sempervivum pisidicum Pesmen & Güner
37. Sempervivum pittonii Schott, Nyman & Kotschy
38. Sempervivum pumilum M.Bieb.
39. Sempervivum ruthenicum Schnittsp. & C.B.Lehm.
40. Sempervivum soculense D.Donati & G.Dumont
41. Sempervivum sosnowskyi Ter-Chatsch.
42. Sempervivum staintonii Muirhead
43. Sempervivum tectorum L.,  planinska čuvarkuća
44. Sempervivum transcaucasicum Muirhead
45. Sempervivum verereginae-amaliae Raus
46. Sempervivum vicentei Pau
47. Sempervivum wulfenii Hoppe ex Mert. & W.D.J.Koch
48. Sempervivum ×alatum Scheele
49. Sempervivum ×barbulatum Schott
50. Sempervivum ×christii Wolf
51. Sempervivum ×comollii Rota
52. Sempervivum ×feigeanum Neeff
53. Sempervivum ×fimbriatum Schnittsp. & C.B.Lehm.
54. Sempervivum ×funckii Braun ex W.D.J.Koch
55. Sempervivum ×giuseppii Wale
56. Sempervivum ×hayekii G.D.Rowley
57. Sempervivum ×luisae L.Gallo
58. Sempervivum ×morelianum Viv.-Morel
59. Sempervivum ×nixonii Zonn.
60. Sempervivum ×rupicola A.Kern.
61. Sempervivum ×stenopetalum Schnittsp. & C.B.Lehm.
62. Sempervivum × thompsonianum Wale
63. Sempervivum ×vaccarii Wilczek ex Vacc.
64. Sempervivum ×versicolor Velen.